# Bába-völgyi 4. sz. víznyelőbarlang
A Bába-völgyi 4. sz. víznyelőbarlang az Aggteleki Nemzeti Park területén található egyik barlang. Az Aggteleki-karszt és a Szlovák-karszt többi barlangjával együtt 1995 óta a világörökség része. A Bába-völgy legmélyebb és legnagyobb függőleges kiterjedésű barlangja.

## Leírás
Szögliget központjától északra, körülbelül három kilométerre, az Alsó-hegy déli részén, a Bába-völgyben, a völgytalpon, erdőben, egy sziklacsoport alján, egy időszakosan aktív, messziről látható, jól fejlett víznyelő alján, a Bába-völgyi 3. sz. víznyelőbarlangtól körülbelül 280 méternyire nyílik. Az Országos Kéktúra kék sávval jelzett földútjától nem messze van a bejárata. A Bába-völgyben felfelé haladva a turistaúttól jobbra helyezkedik el. A barlang helyét jelölik az új kiadású turistatérképek. A körülbelül 100.000 négyzetméter vízgyűjtő területű víznyelőbe egy általában száraz patakmeder vezet.
Felső triász, hallstatti mészkőben jött létre. A bejárati része nagyon omladékos, a végpontján sokszor aktív vízfolyás van. A barlangon átfolyó víz a szlovákiai, 4,5 kilométernyire fakadó Köszörű-forrásból és a hozzá tartozó andród-kerti árvízi forrásból lett kimutatva. A függőleges jellegű barlang vízszintes kiterjedése 15 méter. Cseppkő is megfigyelhető benne. Csak engedéllyel és kötéltechnikai eszközök alkalmazásával látogatható. Nincs lezárva.
Előfordul a barlang az irodalmában Bábavölgyi 4. számu barlang (Rónai 1965), Bábavölgyi 4.sz. viznyelő (Bertalan 1976), Bábavölgyi 4. sz. viznyelő barlangja (Bertalan 1976), Bába-völgyi IV.sz. víznyelőbarlang (Nyerges 1994), Bába-völgyi IV.sz víznyelőbarlang (Vlk 2019), Bódvaszilasi hasadékbarlang (Balázs 1957), Bódvaszilasi viznyelőbarlang (Bertalan 1976), Bódvaszilasi viznyelő-barlang (Balázs 1957), Bódvaszilasi víznyelőbarlang (Kordos 1984), Szádvári 4. sz. viznyelő barlangja (Bertalan 1976) és Szádvári 4. sz. víznyelő barlangja (Kordos 1984) neveken is.

## Kutatástörténet
1957 májusában Dénes György talált rá a víznyelőre. 1957. augusztusban fedezték fel a barlangot a huzatos nyelőlyuk kibontásával. A barlang ekkor 37,5 m mély és 49 m hosszú volt. A Szilágyi Kálmán vezette feltárók Balázs Dénes, Csányi László, Ernst Lajos, Györödi Lajos és Hazslinszky Tamás, az ÉM Kinizsi Barlangkutató Csoport barlangkutatói voltak. Ekkor Balázs Dénes és Bató Tibor felmérték a barlangot, majd a felmérés alapján elkészült a barlang térképe. Már ekkor feltételezték, hogy nem függ össze az 1–3. számú víznyelők vízrendszerével és a víznyelőben elnyelődő víz valószínűleg az acskói Felső-forrásban bukkan elő. A vecsem-bükki nagy barlangrendszer részének hitték. Megállapították, hogy a barlang mélypontjáról továbbjutni csak robbantással lehet. A kutatómunka végén az ácsolattal nem biztosított barlangbejáratot sziklákkal betömték.
A Vörös Meteor Barlangkutató Csoport 1964-ben bontotta a víznyelőt. 1964. március 26-án 20 l, 27-én 20 l és 28-án 5 l vizet nyelt el percenként a víznyelő. Hazslinszky Tamás 1965-ben publikált tanulmánya szerint a víznyelő közepes vízgyűjtő területű, de annak nagy részét lecsapolja néhány fiatalabb berogyás. A barlang 15 m hosszú. 1966-ban a Vörös Meteor Barlangkutató Csoport tagjai ellenőrző bejárásokat és kis állagfenntartási munkát végeztek a bába-völgyi nyelőkben. 1969. február 22-én nátronlúgos fluoreszcein alkalmazásával lett kimutatva a Bába-völgyi 3. sz. víznyelőbarlangnak az Acskó-forrással való hidrológiai összefüggése. Mivel a megfestett víz a Borz-forrásban nem jelent meg, ezért kizártnak látszott, hogy a Bába-völgyi 4. sz. víznyelőbarlang a Borz-forrás vízrendszeréhez tartozik.
1970 augusztusában Dénes György fluoreszceines vízfestéssel állapította meg, hogy a Bába-völgyi 4. sz. víznyelőbarlang vize a szlovákiai Köszörű-forrásban és a hozzá tartozó andród-kerti árvízi forrásban jelenik meg. A VM Vass Imre Barlangkutató Csoport és a VM Tektonik Barlangkutató Csoport tagjai részt vettek a víznyelő megfestésében, valamint a források figyelésében. 1971-ben az utóbbi csoport sokszor meglátogatta a barlangot, abban bontómunkát végzett és ácsolatokra rögzített vaslétrákat helyezett el benne. Ekkor a Tektonik Barlangkutató Csoport elkészítette a barlang 2 hosszmetszet térképét és 7 keresztmetszet térképét. A térképeket elküldte a Magyar Karszt- és Barlangkutató Társulatnak. A barlangot Aradi Zoltán, Csernavölgyi László, Molnár András és Varga Géza mérték fel. A térképeket Csernavölgyi László szerkesztette. (Később, ismeretlen időpontban ezeknek a térképeknek az alapján szerkesztve lettek új térképek a KTM támogatásával.)
1972-ben és 1973-ban a csoport folytatta a bontómunkát. Az 1975-ben megjelent és Jakucs László szerkesztette útikalauz szerint majdnem 30 m mély a Bába-völgyi 4. sz. víznyelőbarlang. A Bertalan Károly által írt és 1976-ban befejezett kéziratban lévő 70. számú cédulán szó van arról, hogy a Bábavölgyi 4.sz. viznyelő másik nevei Bódvaszilasi viznyelőbarlang és Szádvári (Bábavölgyi) 4. sz. viznyelő barlangja. A barlang Szögligeten, az Alsó-hegyen, kb. 375 m tszf. magasságban található. A 15 m hosszú, 37,5 m mély inaktív víznyelő tág és függőleges, zsombolyszerű. Az 1977. január 30-án készült és 1971. augusztusi bejáráson alapuló szpeleográfiai terepjelentés szerint a barlang alaprajzi hossza 28 m, hossza a valóságban 42 m, vízszintes kiterjedése 8 m és függőleges kiterjedése 25,2 m. A Magyar Karszt- és Barlangkutató Társulat 1982. évi vándorgyűlésén az egyik felszíni túracélpont volt a Bába-völgyi 4. sz. víznyelőbarlang.
Az 1984-ben kiadott, Magyarország barlangjai című könyv országos barlanglistájában szerepel az Aggteleki-karszton lévő barlang Bába-völgyi 4. sz. víznyelőbarlang néven Bódvaszilasi víznyelőbarlang és Szádvári 4. sz. víznyelő barlangja névváltozatokkal. A listához kapcsolódóan látható az Aggteleki-karszt és a Bükk hegység barlangjainak földrajzi elhelyezkedését bemutató 1:500 000-es méretarányú térképen a barlang földrajzi elhelyezkedése. 1993-ban a MAFC Barlangkutató Csoport mérte fel a barlangot, majd Nyerges Miklós a felmérés alapján megrajzolta a barlang alaprajz térképét. Az MKBT Műsorfüzet 1994. évi május–júniusi füzetéből megtudható, hogy az árusításra került Alsó-hegy térképlapon nincs rajta a barlang. Az Aggteleki-karszt és a Szlovák-karszt többi barlangjával együtt a barlang 1995 óta a világörökség része. A Nyerges Attila által 1997-ben készített szakdolgozat szerint a 25 m mély Bába-völgyi IV.sz.-víznyelőbarlang az Alsó-hegy magyarországi részének 23. legmélyebb barlangja. A 22. legmélyebb (Gőte-zsomboly) szintén 25 m mély. A 2008. szeptember 27-én megrendezett XV. Lakatos Kupa kiadványa szerint 25 méter mély barlang. Nem volt a verseny helyszínei között.
Az Alsó-hegy karsztjelenségeiről szóló, 2019-ben kiadott könyvben az olvasható, hogy a Bába-völgyi IV.sz víznyelőbarlang 46,3 m hosszú és 29,1 m mély. A barlang azonosító számai: Szlovákiában 184, Magyarországon 5451/25. A könyvben publikálva lett a barlang alaprajz térképe és hosszmetszet térképe, amelyek 1993-ban készültek. A barlangot 1993-ban Nyerges Miklós mérte fel, majd 1993-ban Nyerges Miklós a felmérés alapján megrajzolta a barlang térképeit. A térképeket 2014-ben Luděk Vlk digitalizálta. A kiadványhoz mellékelve lett az Alsó-hegy részletes térképe. A térképet Luděk Vlk, Mojmír Záviška, Ctirad Piskač, Jiřina Novotná, Miloš Novotný és Martin Mandel készítették. A térképen, amelyen fekete ponttal vannak jelölve a barlangok és a zsombolyok, látható a Bába-völgyi 4. sz. víznyelőbarlang (5451/25, 184) földrajzi elhelyezkedése.
A KvVM Barlang- és Földtani Osztályon megtalálható a barlang olyan két hosszmetszet térképe is, amelyek ismeretlen időpontban készültek és ismeretlen a szerzőjük. A térképekre a barlangban elhelyezett három létra is rá van rajzolva. Az osztályon van egy ismeretlen időpontban készült és ismeretlen szerzőjű alaprajz térképe is a barlangnak.

## További irodalom
- Hazslinszky Tamás: Az északborsodi Alsóhegy karsztjának néhány hidrográfiai kérdése. Hidrológiai Közlöny, 1965. 6. sz. 259., 261., 262. old.